# Kreis Konitz
Der Kreis Konitz war ein preußischer Landkreis, der in unterschiedlichen Abgrenzungen zwischen 1772 und 1920 bestand. Er lag in dem Teil von Westpreußen, der nach dem Ersten Weltkrieg aufgrund der Bestimmungen des Versailler Vertrags 1920 wegen der Einrichtung eines Polnischen Korridors an die Zweite Polnische Republik abgetreten werden musste. Seine Kreisstadt war Konitz. Von 1939 bis 1945 war der Kreis  unter dem Namen Landkreis Konitz als Teil des neu eingerichteten Reichsgaus Danzig-Westpreußen nochmals errichtet. Heute liegt das ehemalige Kreisgebiet in der polnischen Woiwodschaft Pommern.

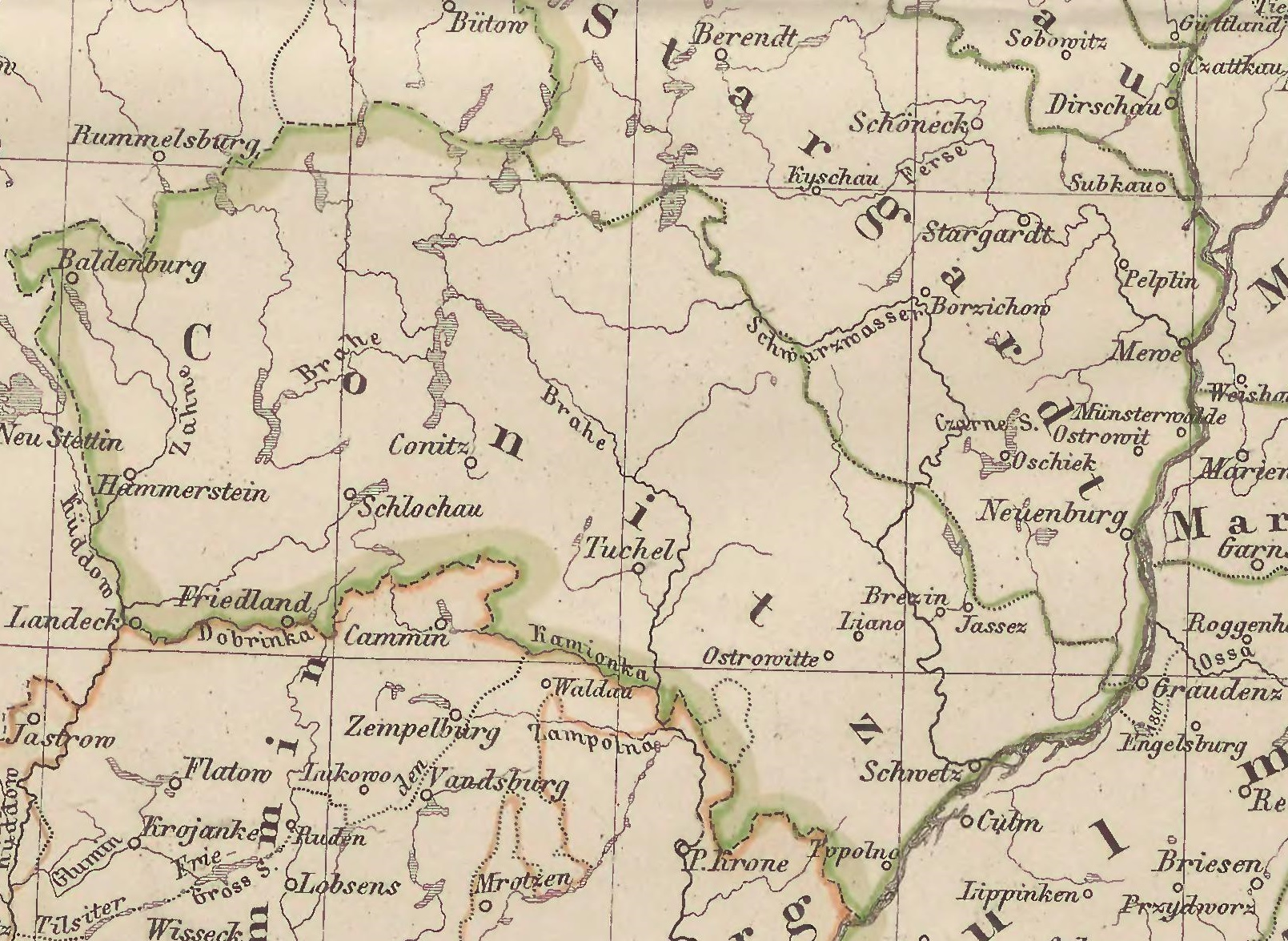
Der Kreis Konitz in den Grenzen von 1772 bis 1818

Der Kreis Konitz auf einer Landkarte von 1914

Die Provinz Westpreußen 1919
Regierungsbezirk Danzig
Regierungsbezirk Marienwerder

## Verwaltungsgeschichte
Das Gebiet des Kreises Konitz kam durch die erste polnische Teilung 1772 zu Preußen. Bis 1818 umfasste der Kreis den gesamten südlichen Teil von Pommerellen. Durch die preußische Provinzialbehörden-Verordnung vom 30. April 1815 und ihre Ausführungsbestimmungen kam das Gebiet zum neuen Regierungsbezirk Marienwerder der neuen Provinz Westpreußen. Im Rahmen einer umfassenden Kreisreform im Regierungsbezirk Marienwerder wurde zum 1. April 1818 aus dem Gebiet des alten Kreises Konitz drei Kreise gebildet, der Kreis Schlochau, der Kreis Schwetz und der nunmehr deutlich kleinere Kreis Konitz. Dieser umfasste nun die Städte Konitz und Tuchel, das Amt Tuchel, einen Teil des Amtes Friedrichsbruch und 159 adlige Güter. Sitz des Landratsamtes war die Stadt Konitz.
Vom 3. Dezember 1829 bis zum 1. April 1878 waren Westpreußen und Ostpreußen zur Provinz Preußen vereinigt, die seit dem 1. Juli 1867 zum Norddeutschen Bund und seit dem 1. Januar 1871 zum Deutschen Reich gehörte. Durch das stetige Anwachsen der Bevölkerung im 19. Jahrhundert erwiesen sich mehrere Kreise in Westpreußen als zu groß und eine Verkleinerung erschien erforderlich. Vor diesem Hintergrund entstand 1875 aus Teilen des Kreises Konitz der neue Kreis Tuchel. Zum 1. April 1882 wurden die Landgemeinden Gotthelp und Pustki aus dem Kreis Preußisch Stargard in den Kreis Konitz umgegliedert.
Aufgrund der Bestimmungen des Versailler Vertrags musste das Kreisgebiet am 10. Januar 1920 zum Zweck der Einrichtung des Polnischen Korridors auf preußischem Territorium zur Ostseeküste hin an die Zweite Polnische Republik abgetreten werden. Im Deutschen Reich verblieben lediglich zwei kleine Exklaven des Kreises Konitz mit den Gutsbezirke Klein Jenznick, Mankau und Platendienst, die am 1. Dezember 1919 in den Kreis Schlochau umgegliedert wurden. In Polen bestand das Kreisgebiet als Powiat Chojnicki (Konitzer Kreis) fort.
Nach dem deutschen Überfall auf Polen und der Annexion des Territoriums durch das Deutsche Reich wurde das Kreisgebiet zum 26. November 1939 als Landkreis Konitz dem  Regierungsbezirk Danzig im neugebildeten Reichsgau Danzig-Westpreußen zugeordnet. Nach der Besetzung im Frühjahr 1945 durch die Rote Armee wurde der Landkreis Konitz seitens der sowjetischen Besatzungsmacht bis auf militärische Sperrgebiete der Volksrepublik Polen zur Verwaltung überlassen. Die einheimische deutsche Bevölkerung wurde in der Folgezeit von der polnischen Administration aus dem Kreisgebiet vertrieben.

## Politik

### Landräte
- 1772–177400Werner Ernst von Lettow (1738–1789)
- 1774–178700Carl Christoph Ludwig von Weiher (~1750–1787)
- 1787–179200Dionysius von Dorpowski (?–?)
- 1793–182000Joseph von Wollschlaeger (1756–?)
- 1822–182800Johann Eduard von Schleinitz (1798–1869)
- 1828–182900Schnell
- 1829–183200Hyazinth von Kossokowski
- 1832–183700Wilhelm von Tettau (1801–1894)
- 1837–183800von Burow (vertretungsweise)
- 1838–184900Adolf von Gerhardt (1803–1879)
- 18480000000Hermann von Schmidt (1811–1873) (kommissarisch)
- 1849–185100Hermann von Schmidt (kommissarisch)
- 1851–185200Ottomar Runge (kommissarisch)
- 1852–187300Otto vom Besser
- 1873–187900Oskar Wehr (1837–1901) (kommissarisch)
- 1879–188200Ernst Otto Boldt
- 1882–188700Victor von Koerber (1851–1918)
- 1887–189000Conrad von Rosenstiel (1851–1910)
- 1890–189400Georg Kautz
- 1894–189700Konrad Finck von Finckenstein (1860–1916)
- 1897–190100Heinrich von Zedlitz und Neukirch (1863–1943)
- 1901–191600Ernst Kreidel (1863–1916)
- 1917–191900Werner Fuhrmann (* 1879)

### Kommunalverfassung
Der Kreis Konitz gliederte sich vor der Abtretung an Polen in die Stadt Konitz, in Landgemeinden und selbstständige Gutsbezirke. 

### Wahlen
Im Deutschen Reich bildete der Kreis Konitz zusammen mit dem Kreis Tuchel den Reichstagswahlkreis Marienwerder 6. Dieser Wahlkreis wurde bei allen Reichstagswahlen zwischen 1871 und 1912 von Kandidaten der Polnischen Fraktion gewonnen:
- 187100Albert Ludwig von Haza-Radlitz
- 187400Anton von Donimirski
- 187700Leon von Czarlinski
- 187800Leon von Czarlinski
- 188100Leon von Czarlinski
- 188400Wladislaus von Wolszlegier
- 188700Adam von Janta Polczynski
- 189000Wladislaus von Wolszlegier
- 189300Wladislaus von Wolszlegier
- 189800Wladislaus von Wolszlegier
- 190300Wiktor Kulerski
- 190700Wiktor Kulerski
- 191200Leon von Czarlinski

## Bevölkerung

### Übersicht nach offiziellen Statistiken
Im Folgenden eine Übersicht mit offiziellen Angaben zu Einwohnerzahl, Konfessionen und Sprachgruppen. Dabei ist zu berücksichtigen, dass der Kreis 1875 verkleinert wurde und die Zahlen über diesen Zeitpunkt hinweg nicht vergleichbar sind.
| Jahr                                           | 1821             | 1831             | 1852                | 1861                | 1871                | / | 1890              | 1900              | 1910              |
| Einwohner                                      | 26.433           | 35.050           | 54.334              | 62.083              | 70.817              | / | 52.483            | 57.952            | 63.723            |
| Evangelische Katholiken Juden                  | 5.640 20.191 602 | 6.913 27.224 913 | 12.182 40.255 1.897 | 13.999 45.902 2.182 | 15.601 53.021 2.193 | / | 10.547 40.974 953 | 11.213 46.080 648 | 11.529 51.728 434 |
| deutschsprachig zweisprachig polnischsprachig* |                  | 12.262 - 22.788  | 24.012 - 30.322     | 28.343 - 33.740     |                     | / | 24.454 909 27.106 | 26.214 640 31.087 | 28.032 753 34.917 |

Unter „polnischsprachig“ fallen hier auch die Kaschubischsprachigen.

### Sprachen
Hinsichtlich der Sprachgruppen sind Einschränkungen zu machen, was die Aussagekraft der Angaben angeht. In den Jahren 1831, 1852 und 1861 sind unter „deutschsprachig“ alle Personen gefasst, die die deutsche Sprache beherrschten, also auch viele mit der Muttersprache Polnisch. Auch wegen anderer methodischer Ungenauigkeiten sind die Angaben zu den Polnischsprachigen für diese Jahre nur als Mindestwert anzusehen. In den Jahren 1890, 1900 und 1910 wurde die Muttersprache erhoben. Allerdings waren auch hier trotz allgemein verbesserter Methodik mögliche Fehlerquellen enthalten. Vor dem Hintergrund der damaligen Auseinandersetzung zwischen dem deutschen Staat und der polnischen Nationalbewegung neigten die eingesetzten Zählkräfte und Behörden vor Ort manchmal dazu, gewisse „Korrekturen“ zuungunsten der polnischen Sprachgruppe vorzunehmen. Die sogenannten Zweisprachigen etwa sind in der Regel gänzlich jener Gruppe zuzurechnen.
Auch für die Sprachzählung unter den Schulkindern, die in den preußischen Kreisen zwischen 1886 und 1911 fünfjährlich durchgeführt wurde, können diese Einschränkungen nicht ausgeschlossen werden. Andererseits kann sie als zweiter Bezugspunkt helfen die sprachlichen Verhältnisse zu klären. Die Angaben der Jahre 1891, 1901 und 1911 für den Kreis Konitz:
| Jahr                                          | 1891            | 1901            | 1911            |
| Schulkinder                                   | 10.177          | 11.617          | 12.718          |
| deutschsprachig zweisprachig polnischsprachig | 4.411 236 5.530 | 4.717 411 6.489 | 4.799 511 7.406 |

Errechnet man für die absoluten Werte der Volkszählungen und Schulkinderzählungen die Prozentsätze, ergibt sich folgendes Bild (zu bedenken ist wieder die Verkleinerung des Kreises 1875):
| Jahr                                                              | 1831    | 1852    | 1861    | / | 1890/91       | 1900/01       | 1910/11       |
| deutschspr. lt. Volkszählung deutschspr. lt. Schulkinderzählung   | ?       | ?       | ?       | / | 46,6 % 43,3 % | 45,2 % 40,6 % | 44,0 % 37,7 % |
| zweispr. lt. Volkszählung zweispr. lt. Schulkinderzählung         | ?       | ?       | ?       | / | 1,7 % 2,3 %   | 1,1 % 3,5 %   | 1,2 % 4,0 %   |
| polnischspr. lt. Volkszählung polnischspr. lt. Schulkinderzählung | 65,0 %+ | 55,8 %+ | 54,3 %+ | / | 51,6 % 54,3 % | 53,6 % 57,3 % | 54,8 % 58,2 % |

Damit ergibt sich unter gebotener Hinzuzählung der Zweisprachigen zu den Polnischsprachigen, dass vor dem Ersten Weltkrieg zwischen 56 und 62 % der Bevölkerung des Kreises Konitz Polnisch oder Kaschubisch als Muttersprache hatten und dieser Anteil noch im Steigen begriffen war.

## Städte und Gemeinden
Im Jahr 1910 umfasste der Kreis Konitz die Stadt Konitz sowie 68 Landgemeinden.
- Alt Juncza
- Annafeld
- Bielawi
- Blumfelde
- Bonk
- Borsk
- Bruß
- Czapiewitz
- Czarniß
- Czarnowo
- Czersk
- Czyczkowo
- Deutsch Cekzin
- Döringsdorf
- Frankenhagen
- Gildon
- Glowczewitz
- Görsdorf
- Gotthelp
- Götzendorf
- Granau
- Groß Kladau
- Gurki
- Harmsdorf
- Hennigsdorf
- Hutta
- Karschin
- Klaskawa
- Klein Chelm
- Klein Glisno
- Klein Konitz
- Klonia
- Königlich Neukirch
- Konitz, Stadt
- Kossabude
- Krojanten
- Kruschin
- Kurcze
- Legbond
- Lendy
- Lichnau
- Long
- Lossini
- Lottyn
- Lubna
- Lubnia
- Malachin
- Mentschikal
- Miedzno
- Mockrau
- Mosnitz
- Müskendorf
- Odry
- Orlik
- Ossowo
- Osterwick
- Rittel
- Rolbick
- Schlagenthin
- Schönberg
- Schwornigatz
- Skoszewo
- Weitsee
- Wielle
- Wildau
- Windorp
- Wissokasaborska
- Zalesie
- Zappendowo

## Gutsbezirke
Zum Kreis gehörten außerdem folgende  42  Gutsbezirke (Stand vom 1. Januar 1908):
- Adlig Neukirch
- Bachhorst, Forst
- Blumfelde
- Butzendorf
- Czernitza
- Czersk (=Ciß)
- Dombrowo
- Eibenfelde
- Eibenrode
- Gersdorf
- Götzendorf
- Groß Chelm
- Groß Paglau
- Iserau
- Jägerthal, Oberförsterei
- Jakobsdorf
- Jesiorken
- Kaszuba
- Klein Jenznick
- Klein Paglau
- Krojanten
- Laska
- Lesno
- Lottyn
- Luttom
- Mankau
- Neuhof
- Peplin
- Platendienst
- Powalken
- Prussi
- Rakelwitz
- Rittel, Oberförsterei
- Schönfeld
- Steinberg
- Wörth
- Zabno
- Zandersdorf
- Zbenin
- Zoldan
- Zuckau
- Zwangshof, Forst

## Landkreis Konitz im besetzten Polen 1939–1945

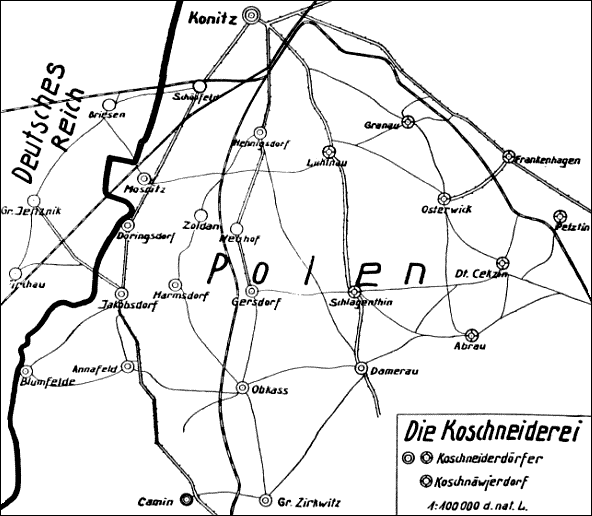
Konitz (oben) und die Koschneiderei 1926

### Verwaltungsgeschichte
Nach dem Überfall auf Polen wurde der Powiat Konitz mit neuer Bürokratie in den Landkreis Konitz umgewandelt, der dem besatzungsamtlichen Regierungsbezirk Danzig zugeordnet wurde. Die Städte Heiderode und Konitz wurden der im Altreich gültigen Deutsche Gemeindeordnung vom 30. Januar 1935 unterstellt, welche die Durchsetzung des Führerprinzips auf Gemeindeebene vorsah. Die übrigen Gemeinden waren in Amtsbezirken zusammengefasst, Gutsbezirke gab es nicht mehr. Zuletzt wurde noch am 1. April 1944 den 11 Gemeinden in der „Koschneiderei“ (Amtsbezirk Osterwick, Kr. Konitz) die Deutsche Gemeindeordnung verliehen.

### Landräte
- 1939–194000Förster (kommissarisch)
- 1940–194300Artur Jäger (kommissarisch)

### Ortsnamen
Angesichts der ethnisch gemischten Bevölkerung trugen viele Orte sowohl polnische wie auch deutsche Namen (z. B. Angowice = Hennigsdorf), von denen einer – je nach gerade gültiger staatlicher Zugehörigkeit des Kreises – jeweils als offizielle Bezeichnung galt.
Nach der Wiedereingliederung in das Deutsche Reich 1939 galten nach unveröffentlichtem Erlass vom 29. Dezember 1939 vorläufig die bisher vor 1918/1920 gültigen Ortsnamen weiter. Mittels der Anordnung betreffend Änderung von Ortsnamen des Reichstatthalters in Danzig-Westpreußen vom 25. Juni 1942 wurden mit Zustimmung des Reichsministers des Innern alle Ortsnamen eingedeutscht. Dabei wurden sämtliche Ortsnamen lautlich angeglichen oder übersetzt, zum Beispiel:
- Chotzenmühl → Holzmühl
- Ciß → Eibenort
- Czersk → Heiderode
- Dombrowo → Eichenfier
- Gurki: Görken, Kr. Konitz
- Karschin → Karschen
- Lesno → Leisten, Kr. Konitz
- Lubna → Lubben
- Orlik → Arnsnest
- Schwornigatz → Schwarnegast
- Zappendowo → Zappen